# Discurso de Gettysburg

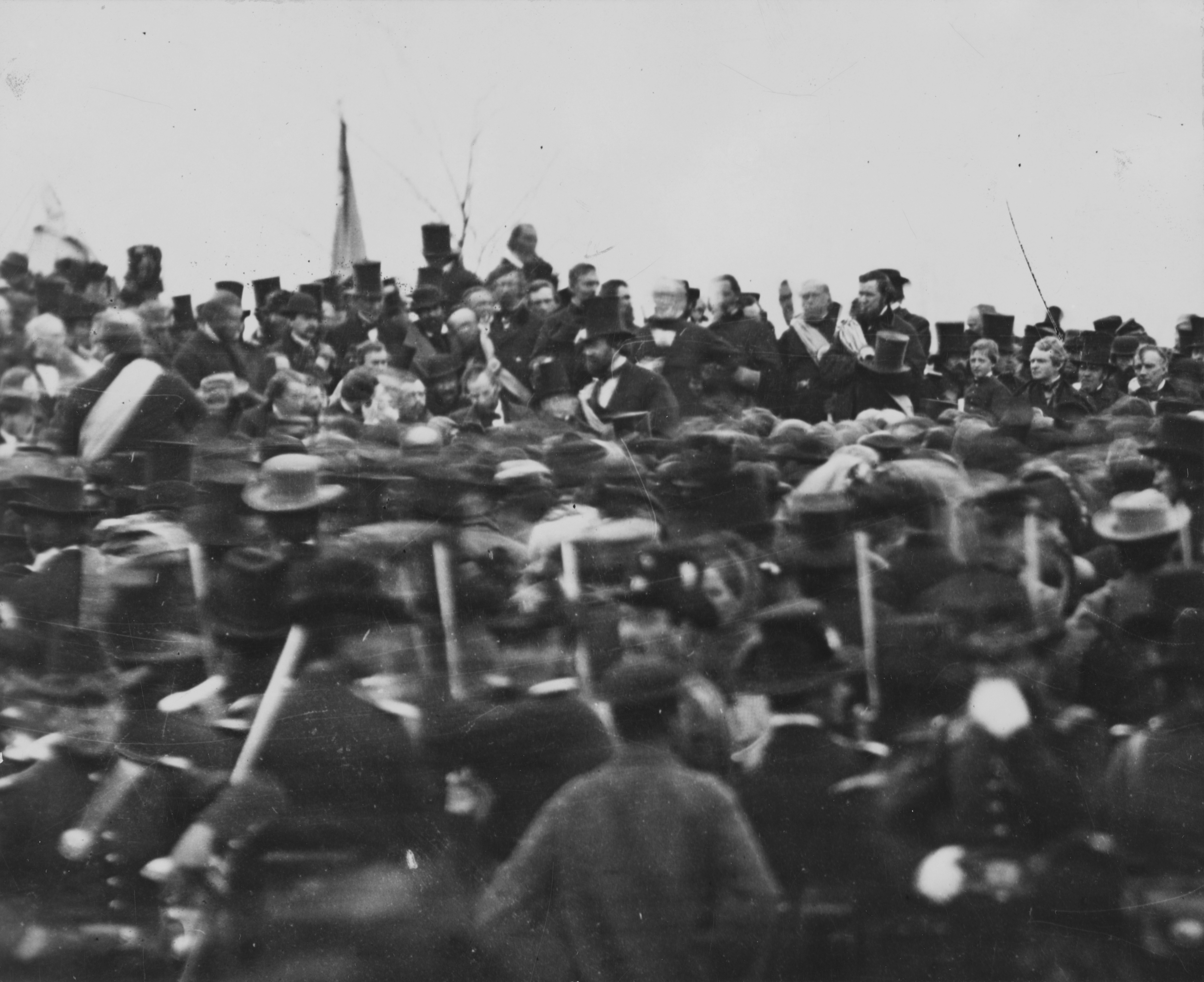
La única fotografía corroborada de Lincoln en Gettysburg. En el centro de las miradas se ve su cabeza, ligeramente ladeada, los ojos hacia abajo como leyendo de un papel que tendría en la mano.

El Discurso de Gettysburg es el más famoso discurso del presidente Abraham Lincoln. Fue pronunciado en la Dedicatoria del Cementerio Nacional de los Soldados en la ciudad de Gettysburg (Pensilvania) el 19 de noviembre de 1863, cuatro meses y medio después de la Batalla de Gettysburg durante la guerra civil estadounidense. 

## Historia
Aunque el cuidadosamente redactado discurso de Lincoln era secundario a otros discursos del día, ha sido considerado con posterioridad como uno de los más grandes discursos en la historia de la humanidad, o, al menos, uno de los más famosos y citados de la era moderna. Invocando los principios de igualdad de los hombres consagrados en la Declaración de Independencia, Lincoln redefinió la Guerra Civil como un nuevo nacimiento de la libertad para los Estados Unidos y sus ciudadanos.
Lo que era considerado como el Discurso de Gettysburg ese día no era el breve discurso pronunciado por el presidente Lincoln, sino el discurso pronunciado por Edward Everett. Everett era un reconocido diplomático y académico considerado como el mejor orador de su época.
El discurso de Everett tenía 13.609 palabras y duró dos horas. En contraste, las breves palabras de Lincoln resumieron la guerra en dos o tres minutos, en diez oraciones, y en menos de 300 palabras.

## Influencia posterior
Las pocas palabras selectas de Lincoln resonaron a través de la nación y a través de la historia, desafiando la propia predicción de Lincoln de que «el mundo notará poco, ni mucho tiempo recordará lo que decimos aquí». Mientras que hay poca documentación de los otros discursos de ese día, las palabras de Lincoln, que citamos a continuación en una traducción al español son consideradas como uno de los grandes discursos en la historia. Su influencia ha sido tan grande, no solo en los Estados Unidos, que la fórmula del "gobierno del pueblo, por el pueblo y para el pueblo" para definir la democracia ha sido adoptada incluso en el artículo 2.º de la Constitución de la Quinta República Francesa.

## Texto del discurso
Four score and seven years ago our fathers brought forth upon this continent, a new nation, conceived in Liberty, and dedicated to the proposition that all men are created equal.
Now we are engaged in a great civil war, testing whether that nation, or any nation so conceived and so dedicated, can long endure. We are met on a great battle-field of that war. We have come to dedicate a portion of that field, as a final resting place for those who here gave their lives that that nation might live. It is altogether fitting and proper that we should do this.
But, in a larger sense, we can not dedicate—we can not consecrate—we can not hallow—this ground. The brave men, living and dead, who struggled here, have consecrated it, far above our poor power to add or detract. The world will little note, nor long remember what we say here, but it can never forget what they did here. It is for us the living, rather, to be dedicated here to the unfinished work which they who fought here have thus far so nobly advanced. It is rather for us to be here dedicated to the great task remaining before us—that from these honored dead we take increased devotion to that cause for which they gave the last full measure of devotion—that we here highly resolve that these dead shall not have died in vain—that this nation, under God, shall have a new birth of freedom—and that government of the people, by the people, for the people, shall not perish from the earth.
Hace ochenta y siete años, nuestros padres hicieron nacer en este continente una nueva nación, concebida en Libertad y consagrada al principio de que todas las personas son creadas iguales.
Ahora estamos envueltos en una gran guerra civil que pone a prueba si esta nación, o cualquier nación así concebida y así consagrada, puede perdurar en el tiempo. Estamos reunidos en un importante campo de batalla de esa guerra. Hemos venido a destinar una porción de dicho campo como lugar de último descanso para aquellos que dieron aquí sus vidas para que esta nación pudiera vivir. Es plenamente oportuno y apropiado que hagamos tal cosa.
Pero en un sentido más amplio, no podemos dedicar, no podemos consagrar, no podemos santificar este terreno. Los valientes hombres vivos y muertos que aquí lucharon, ya lo han consagrado muy por sobre lo que nuestras escasas facultades pueden añadir o restar. El mundo apenas notará o recordará por mucho tiempo lo que aquí se diga, pero jamás podrá olvidar lo que ellos hicieron en este sitio. Somos más bien nosotros, los vivos, quienes debemos dedicarnos a la tarea inconclusa que los que aquí lucharon hicieron avanzar tanto y tan noblemente. Somos más bien los vivos quienes aquí debemos abocarnos a la gran tarea que aún resta ante nosotros: que de estos muertos a los que honramos, se extraiga un mayor fervor hacia la causa por la que ellos entregaron la mayor muestra de devoción. Que resolvamos firmemente que estos muertos no dieron su vida en vano. Que esta nación, Dios mediante, tendrá un nuevo nacimiento de libertad. Y que el gobierno del pueblo, por el pueblo y para el pueblo, no desaparecerá de la faz de la Tierra.
Abraham Lincoln